# キャロライン・ドルアン
キャロライン・ドルアン（Caroline Drouin、1996年7月7日 - ）は、フランスの女子ラグビー選手。

## プロフィール
- フランス・オーレー出身[1]。
- ポジションはスタンドオフ(SO)。
- 身長 172cm、体重 71kg
- 女子フランス代表キャップは25（2022年12月現在）。
- 2017年W杯の女子フランス代表に選ばれた[2]。

## 略歴
2021年、東京五輪の7人制女子フランス代表に選ばれて銀メダル獲得。
翌2022年、ラグビーワールドカップ2021の女子フランス代表に選ばれた
2024年、パリ五輪の7人制女子フランス代表に選ばれた。

## 受賞歴
- ワールドラグビー女子15人制ドリームチーム:2021年[6]